# Ga Suối Cát
Ga Suối Cát là một nhà ga xe lửa tại xã Cam Hiệp Nam, huyện Cam Lâm, tỉnh Khánh Hòa. Nhà ga là một điểm trên tuyến đường sắt Bắc Nam tiếp nối sau ga Hòa Tân và trước ga Ngã Ba. Lý trình ga: Km 1351 + 350.